# 龙潭寺站 (中国铁路)
龙潭寺站是一个成渝线上的铁路车站，位于四川省成都市成华区龙潭街道，建于1952年，目前为四等站，邮政编码为610051。车站客运业务于2010年停办；货运办理整车、零担货物发到；不办理整车一级氧化剂发到；不办理罐装危险货物到达。